# Marlos Nobre

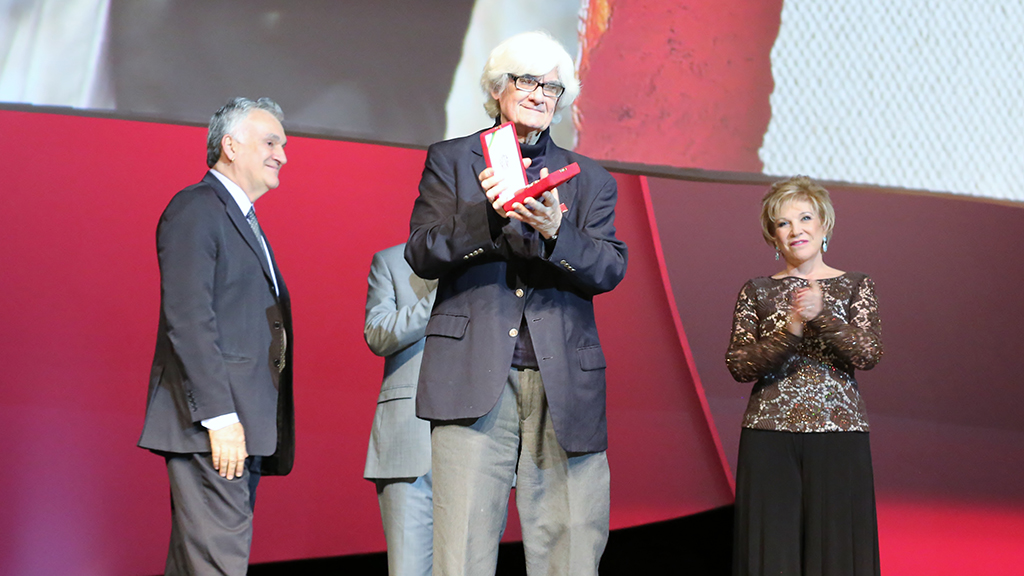
Marlos Nobre (2013)

Marlos Nobre (* 18. Februar 1939 in Recife; † 2. Dezember 2024) war ein brasilianischer Komponist.

## Leben
Nobre studierte von 1945 bis 1959 am Konservatorium und der Universität von Recife. Danach war er Schüler von Hans Joachim Koellreutter und Mozart Camargo Guarnieri sowie in Buenos Aires von Alberto Ginastera, Olivier Messiaen, Riccardo Malipiero und Luigi Dallapiccola. Seit 1968 arbeitete er im Laboratorium für Elektronische Musik der Columbia University, danach wurde er Leiter des Rundfunks des brasilianischen Kulturministeriums. In Deutschland hielt sich Nobre 1980 oder 1980–1981  auf Einladung der Brahmsgesellschaft in Baden-Baden auf und vollendete dort 1981 sein Concerto para cordas n. 2. 1992 unterrichtete er als Gastprofessor an der Yale University.

## Werke
- Trio (1960)
- Ukrimakrinkrin (1964)
- Divertimento para piano e orquestra (1965)
- Canticum instrumentale (1967)
- Quarteto de Cordas n.1 (1967)
- Convergências (1968)
- Desafio para piano e orquestra de cordas (1968)
- Rhytmetron (1968)
- Ludus instrumentalis para orquestra de câmara (1969)
- Concerto Breve para piano e orquestra (1969)
- Biosfera para orquestra de cordas (1970)
- Sonâncias (1972)
- In memoriam (1973)
- Homenagem a Arthur Rubinstein (1973)
- Concerto para cordas n. 1 (1976)
- Sonata (1977)
- Concerto para cordas n.2 (1981)
- Cantata do Chimborazo (1982)
- Concerto para piano e orquestra de cordas (1984)
- Tango (1984)
- Momentos I,II,III, IV, Prólogo e tocata (1984)
- Xingu (1989)
- Concerto para trompete e cordas (1989)
- Concertante do imaginário para piano e orquestra (1989)
- Sonatina (1989)
- Descobrimento da América (1990)